# Gabriela Marinoschi
Gabriela Marinoschi (n. 30 ianuarie 1957, București, România) este o matematiciană română, membru titular al Academiei Române din 2022. Anterior a fost membru corespondent din 2017.